# Streptopelia
Streptopelia là một chi chim trong họ Columbidae.

## Các loài
- Streptopelia turtur
- Streptopelia lugens
- Streptopelia hypopyrrha
- Streptopelia orientalis
- Streptopelia bitorquata
- Streptopelia dusumieri
- Streptopelia decaocto
- Streptopelia xanthocycla
- Streptopelia roseogrisea
- Streptopelia reichenowi
- Streptopelia decipiens
- Streptopelia semitorquata
- Streptopelia capicola
- Streptopelia vinacea
- Streptopelia tranquebarica